# Jan Wieseke
Jan Wieseke (* 1974) ist ein deutscher Universitätsprofessor und Vertriebs- und Marketing-Forscher. Er ist Lehrstuhlinhaber am Sales Management Department der Ruhr-Universität Bochum und als Gastprofessor an der ESMT Berlin sowie der Loughborough University (UK) tätig.

## Leben
Wieseke erlangte 1994 das Abitur am Gymnasium in Osterholz-Scharmbeck. Danach studierte er zunächst Psychologie an der Philipps-Universität Marburg und schloss das Studium 2001 mit Diplom ab. 2004 promovierte er an der Philipps-Universität Marburg in Betriebswirtschaftslehre. 2007 bis 2008 war er Assistenzprofessor am Lehrstuhl für ABWL und Marketing I der Universität Mannheim bei Christian Homburg. 2009 habilitierte er sich dort in Betriebswirtschaftslehre.
Im Oktober 2008 folgte Wieseke dem Ruf an die Ruhr-Universität Bochum. Zusammen mit dem inzwischen verstorbenen Mario Rese leitete er in Personalunion das Marketing Department an der Ruhr-Universität Bochum in Nachfolge von Peter Hammann und Werner Hans Engelhardt. Seit 2014 leiten er, Christian Schmitz und bis 2023 Sascha Alavi als Lehrstuhlinhaber gemeinsam das Sales Management Department der Ruhr-Universität Bochum.

## Publikationen (Auswahl)
- Wieseke, Jan (Hrsg.): SALESTEGY - SALES & STRATEGY verbinden - innovative Geschäftsmodelle zum Erfolg führen. Bochum Sales Publishing Verlag, Bochum 2023, ISBN 978-3982385822.
- Wieseke, Jan (Hrsg.): Die Sales Profit Chain (Wirkungsketten verstehen – Vertrieb optimieren – Profitabilität steigern) (1. Aufl.). Bochum Sales Publishing Verlag, Bochum 2022, ISBN 978-3-9823858-0-8.
- Implementierung innovativer Dienstleistungsmarken. Erfolgsfaktoren und Gestaltungsvorschläge auf Basis einer empirischen Mehrebenenanalyse. Deutscher Universitätsverlag, Wiesbaden 2004, ISBN 3-8244-8257-6.
- mit Christian Homburg (Hrsg.): Handbuch Vertriebsmanagement. Gabler, Wiesbaden 2011, ISBN 978-3-8349-1977-9.
- Habel, Johannes, Laura M. Schons, Sascha Alavi und Jan Wieseke (2016) „Warm Glow or Extra Charge? The Ambivalent Effect of Corporate Social Responsibility Activities on Customers' Perceived Price Fairness“, Journal of Marketing, 80 (1), 84–105.
- Haumann, Till, Pascal Güntürkün, Laura M. Schons und Jan Wieseke (2015), "Engaging Customers in Co-Production Processes: How Value-Enhancing and Intensity-Reducing Communication Strategies Mitigate the Negative Effects of Co-Production Intensity", Journal of Marketing, 79 (6).
- Alavi, Sascha, Torsten Bornemann und Jan Wieseke (2015), “Gambled Price Discounts – A Remedy to the Negative Side of Regular Price Discounts,” Journal of Marketing, 79 (2), 62–78.
- Wieseke, Jan, Sascha Alavi und Johannes Habel (2014), “Willing to Pay More, Eager to Pay Less: The Role of Customer Loyalty in Price Negotiations,” Journal of Marketing, 78 (6), 17–37.
- Haumann, Till, Benjamin Quaiser, Jan Wieseke und Mario Rese (2014), “Footprints in the Sands of Time: A Comparative Analysis of the Effectiveness of Customer Satisfaction and Customer–Company Identification Over Time,” Journal of Marketing, 78 (6), 78–102.
- Wieseke, Jan, Michael Ahearne, Florian Kraus und Sven Mikolon (2012), “Multiple Identification Foci and Their Countervailing Effects on Salespeople’s Negative Headquarters Stereotypes,” Journal of Marketing, 76 (3), 1–20.
- Homburg, Christian, Martin Artz und Jan Wieseke (2012), “Marketing Performance Measurement Systems: Does Comprehensiveness Really Improve Performance?” Journal of Marketing, 76 (3), 56–77.
- Luo, Xueming, Christian Homburg und Jan Wieseke (2010), “Customer Satisfaction, Analyst Stock Recommendations, and Firm Value,” Journal of Marketing Research, 47 (6), 1041–1058.
- Christian Homburg, Jan Wieseke und Torsten Bornemann (2009), “Implementing the Marketing Concept at the Employee-Customer Interface: The Role of Customer Need Knowledge,” Journal of Marketing, 73 (4), 64–81.
- Christian Homburg, Jan Wieseke und Wayne D. Hoyer (2009), “Towards an Extended Understanding of The Service Profit Chain – The Relevance of Social Identification,” Journal of Marketing, 73 (2), 38–54.
- Wieseke, Jan, Michael Ahearne, Son K. Lam und Rolf van Dick (2009), “The Role of Leaders in Internal Marketing: A Multilevel Examination Through the Lens of Social Identity Theory”, Journal of Marketing, Vol. 73 (2), 123-45.